# Falltorweg 2 (Buchschlag)

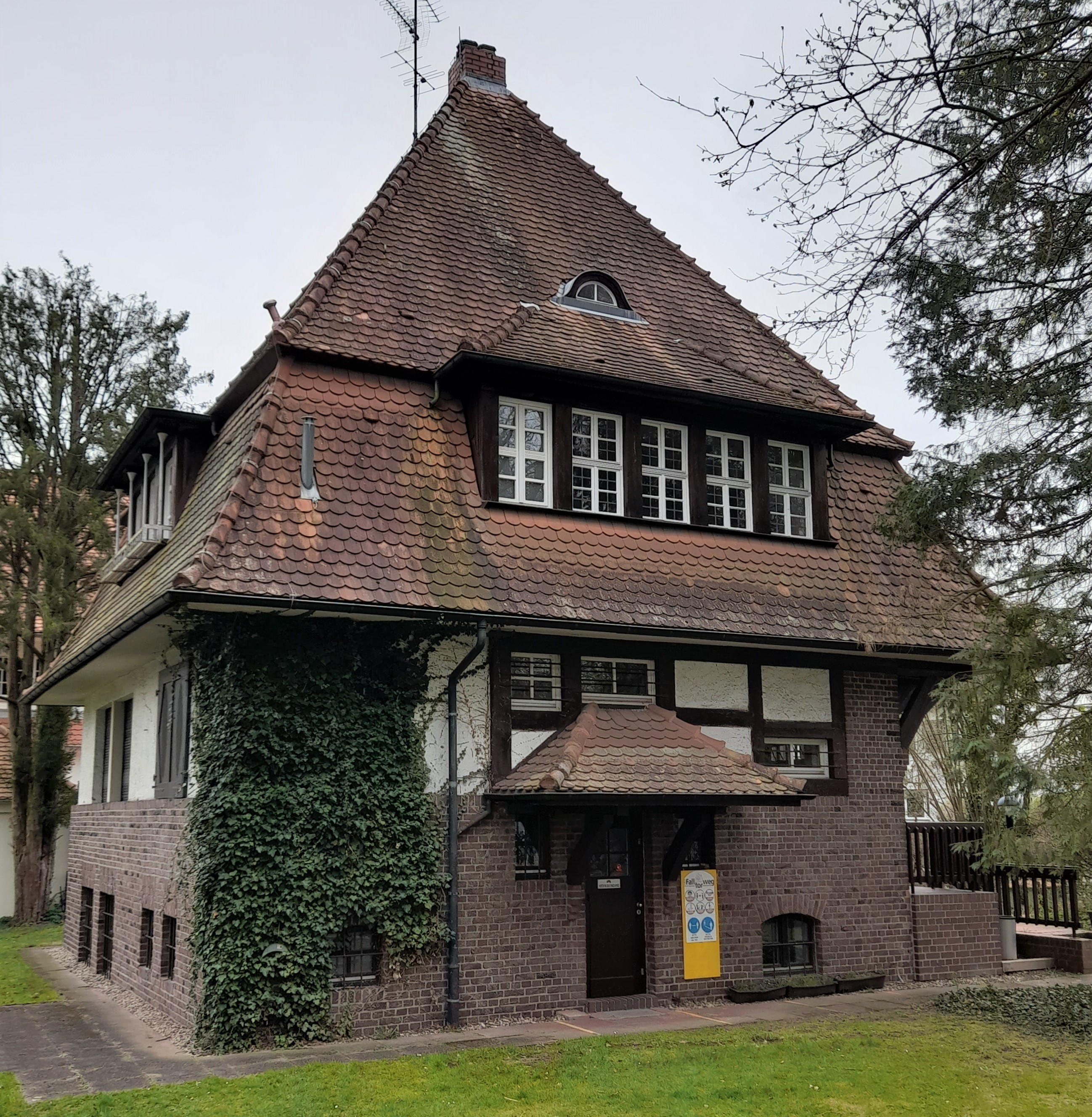
Gebäude Falltorweg 2 in Buchschlag

Das Gebäude Falltorweg 2 in Buchschlag, einem Stadtteil von Dreieich im südhessischen Landkreis Offenbach, wurde 1911 errichtet. Das Landhaus an der Ecke zur Eleonorenanlage in der Villenkolonie Buchschlag ist ein geschütztes Kulturdenkmal.
Der Mansard-Zeltdachbau wurde nach Plänen des Architekten Wilhelm Koban (1885–1961) errichtet, der selbst in der Villa Falltorweg 4 wohnte. Es hat für die damalige Zeit neue Dachfensterbänder und ein reich gegliedertes Erdgeschoss mit Erker und offenem Windfang unter dem Dachüberstand. Das Ziegelmauerwerk geht bis zur Fensterbrüstung. Die Fenstersprossen sowie die Fachwerkelemente bewirken eine kleinteilige Gliederung. In der Villenkolonie gibt es weitere Bauten von Wilhelm Koban, z. B. seine eigene Villa Falltorweg 4.
Das Gebäude wird heute als Treff der Generationen genutzt.